# Alfejos (mitologia)
Alfejos (stgr. Ἀλφειός Alpheiós, łac. Alpheus) – w mitologii greckiej bóg rzeki o tej samej nazwie (obecnie Alfios), czczony w Arkadii, Mesenii i Elidzie. Syn Okeanosa i Tetydy. Prześladował swą miłością Artemidę, a następnie jej towarzyszkę – nimfę Aretuzę, którą ścigał pod ziemią i morzem aż na Sycylię, gdzie połączył swe wody z wodami źródła Aretuzy (rzeka sycylijska, wpadająca do morza koło Syrakuz, również nosiła imię Alfejos).